# Pieciska
Pieciska (Pieczyska kaszb.Piéczëska) – część wsi Grzybno w Polsce, położona w województwie pomorskim, w powiecie kartuskim, w gminie Kartuzy. Wchodzi w skład sołectwa Grzybno.
W latach 1975–1998 Pieciska administracyjnie należały do województwa gdańskiego.